# Silvère Ackermann

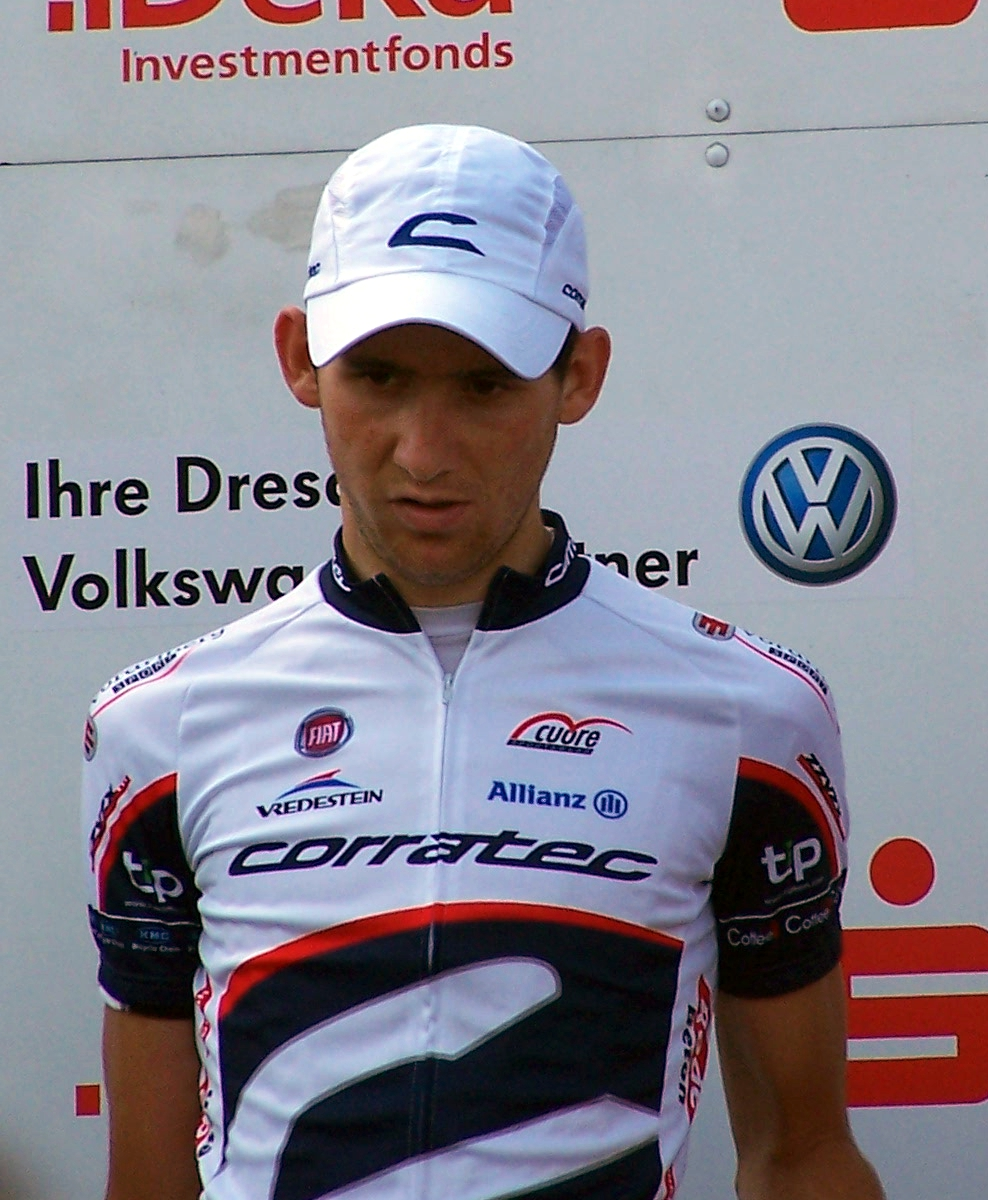
Silvère Ackermann (2009)

Silvère Ackermann (* 30. Dezember 1984 in Montreal, Kanada) ist ein ehemaliger Schweizer Radsportler.
Silvère Ackermann begann seine internationale Laufbahn 2008 beim Professional Continental Team NGC Medical-OTC Industria Porte. 2009 wechselte er zur österreichischen Mannschaft Vorarlberg-Corratec und wurde Dritter in der Bergwertung der Tour de Suisse 2009. Nach der Saison 2010 hatte er keinen Vertrag mehr bei einem internationalen Radsportteam.